# PKP-Baureihe Tr21
Die PKP Baureihe Tr21 war eine Schlepptenderlokomotive für den Güterzugdienst der Polnischen Staatsbahn PKP.

## Geschichte

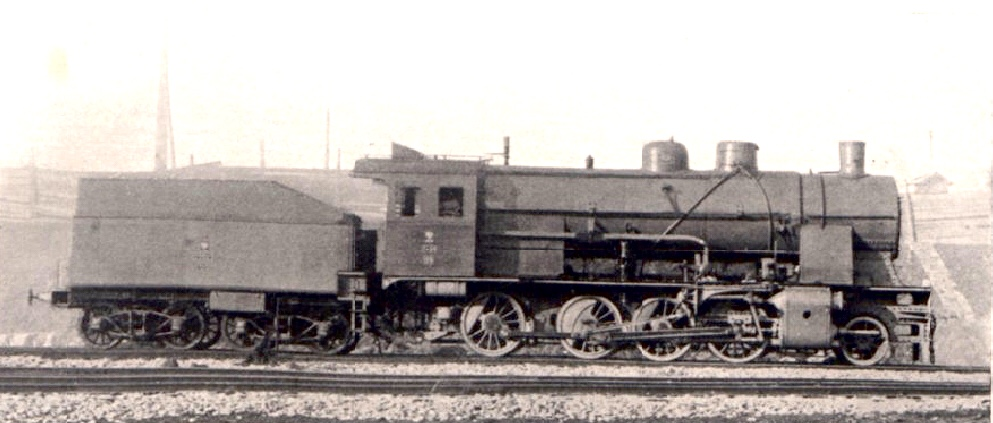
PKP-Baureihe Tr21

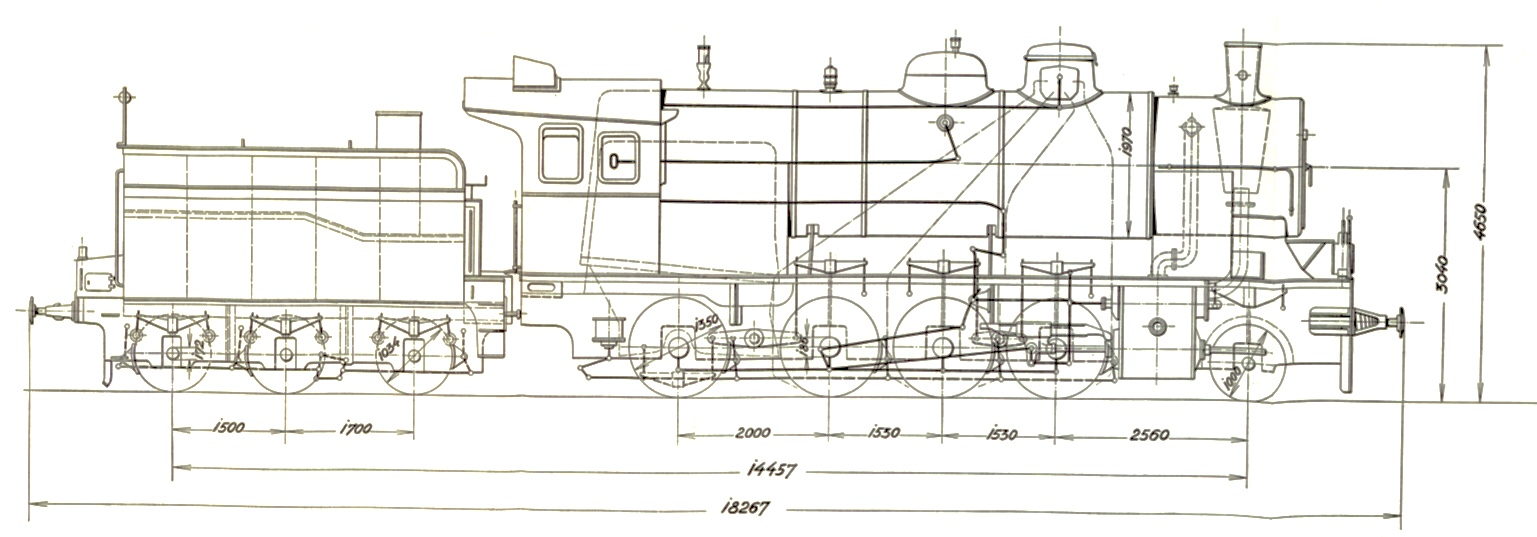
PKP-Baureihe Tr21 Zeichnung

Von dieser Lokomotive wurden nach dem Ersten Weltkrieg 148 Maschinen beschafft. Die ersten 20 Exemplare wurden von der STEG in Wien gebaut, in Chrzanów aber endmontiert. Tomasz Gałka  gibt auf Locomotives.com.pl an: 
.. it was an entirely new machine, of course following Austrian design practice.
40 Exemplare wurden bei SA Forges Haine-Saint-Pierre in Belgien gekauft, 108 bei Fablok in Chrzanów gefertigt. Die erste Lokomotive bei Fablok wurde im März 1924 fertiggestellt. Bis Juli 1926 wurden insgesamt 92 Lokomotiven hergestellt, wobei die Aufteilung der Tr21 zur OS 24 (Personenschnellzuglokomotive) nicht aufgeschlüsselt war.
Die schweren Lokomotiven wurden nach in Europa fremd wirkenden Konstruktionsprinzipien gebaut, die an amerikanische Muster erinnerten. Der starke Kessel war grob vergleichbar mit dem der ČSD-Baureihe 534.0, sie hatte ein 2-Zylinder-Triebwerk mit Zylindern von 615 mm Durchmesser. Die Lokomotiven aus Belgien hatten eine führende Bisselachse mit +/− 75 mm Ausschlag, die bei Fablok gefertigten Maschinen hatten +/− 55 mm.
Der vierachsige Tender der Reihe 22 D 23 war genietet und hatte Drehgestelle der Bauart Diamond.
Die Lokomotiven wurden während des Zweiten Weltkriegs als DR-Baureihe 56.39–40 bezeichnet. Stationierungsdaten sind aus der Literatur nicht zu entnehmen. Sie wurden bis 1973 ausgemustert.
Mit der Tr21-53 blieb ein Exemplar im Eisenbahnmuseum Karsznice erhalten.

## Einsatz in der Tschechoslowakei
Zwei Lokomotiven verblieben nach dem Zweiten Weltkrieg bei den ČSD und wurden als Reihe 437.15 bezeichnet. Im Betrieb wurden sie bis 1947 eingesetzt und danach an die PKP zurückgegeben.